# IC 4510
IC 4510 је ознака објекта на координатама са ректансцензијом 14h 50m 40,0s и деклинацијом - 20° 43" 54'. Открио га је Делајл Стјуарт, 1899. године. Каснијим посматрањима на том положају није уочен никакав астрономски објекат.